# Gilbert Rugby
Gilbert Rugby és una marca de fabricació de material esportiu, especialitzada en el rugbi a 15 i el netball. L'empresa és coneguda sobretot per les pilotes de rugbi, ja que ha estat proveïdor oficial de totes les Copes del Món des de 1995.

## Història
L'empresa va ser fundada per William Gilbert, un sabater, el 1823, que juntament amb el seu nebot, James, va desenvolupar pilotes de futbol per a la veïna Rugby School. El 2002, després de patir problemes financers després d'una compra per part de la direcció, Gilbert va ser adquirida per Grays International.
Gilbert ha estat durant molt de temps el proveïdor oficial de pilotes per a les federacions de rugbi d'Anglaterra, Gal·les, Escòcia, Austràlia, Sud-àfrica, França, Itàlia i Argentina. També subministra pilotes a la Federació Internacional d'Associacions de Netball. Gilbert és també el proveïdor oficial de pilotes del Campionat ANZ, la competició de netball més gran del món, i també el proveïdor oficial dels Campionats Mundials de Netball. Els seus productes inclouen la pilota de rugbi Gilbert Synergie.
El setembre de 2014, Gilbert Rugby va presentar la pilota "Match-XV", desenvolupada específicament per al Mundial de 2015 celebrat a Anglaterra. La pilota Match-XV es va utilitzar a tota la Premiership Rugby, el Top 14 i per totes les federacions nacionals patrocinades per Gilbert en els partits de prova de novembre de 2015.

## Productes
La taula següent detalla els productes fabricats i comercialitzats per Gilbert per als mercats de rugbi i netball.
| Esport   | Gamma de productes |
| -------- | --- |
| Rugbi 15 | Pilotes, uniformes d'equip (samarretes/pantalons curts/mitjons), equip de protecció (cuirassades, espatlleres, protectors de cap, gorres de scrum, protectors bucals, guants), botes, peces de compressió, bosses, cons de seguretat, samarretes, ampolles d'aigua, bosses d'equips |
| Netball  | Pilotes, equipament uniforme, calçat, pal, anelles |

## Patrocinis

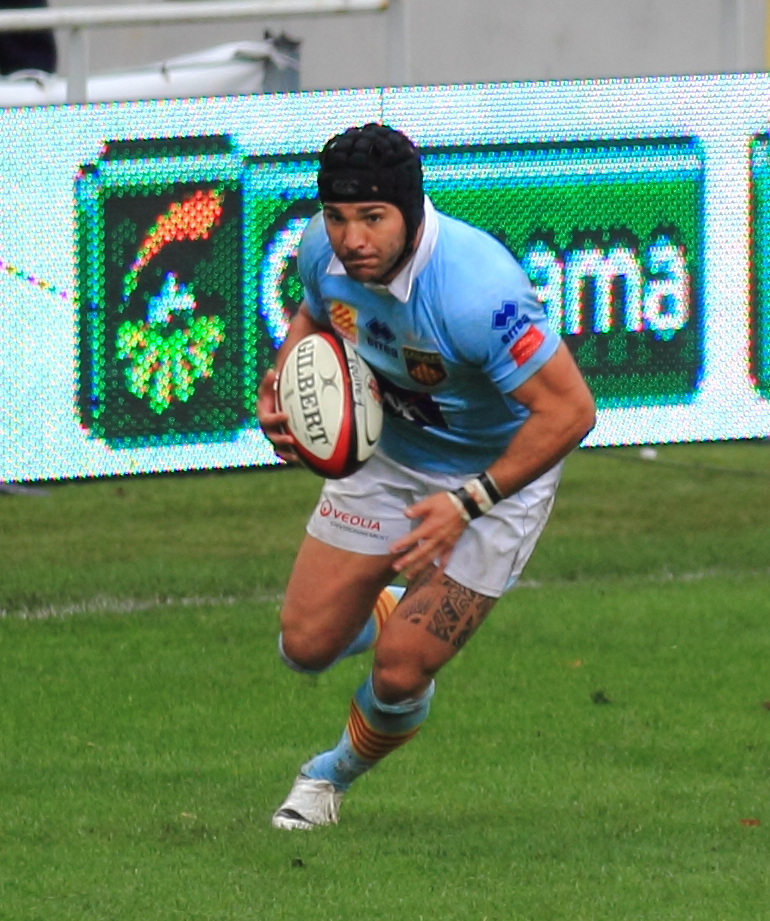
El jugador de la USAP, Farid Sid, jugant amb una pilota Gilbert

Els següents equips, associacions i jugadors porten uniformes i equipament proporcionats per Gilbert:

### Rugbi 15
- Bèlgica
- Pasteur Athletique Club
- UAE
- Dragons/Newport
- Berkshire Shire Hall RFC

#### Jugadors
- Matt Gilbert
- Thierry Dusautoir
- Seán Cronin
- Matthew Dempsey
- Blair Cowan
- Cheslin Kolbe
- Jake Ball
- Aaron Shingler
- Richard Hibbard

### Netball
- Austràlia
- Jamaica
- Nova Zelanda